# سیارک ۳۴۴۲۰
سیارک ۳۴۴۲۰ (به انگلیسی: 34420 Peterpau، نامگذاری:2000SC7) سی و چهار هزار و چهارصد و بیستمین سیارک کشف شده‌است که در ۲۳ سپتامبر ۲۰۰۰ کشف شد.